# یواس‌سی و جی‌اس میچل
یواس‌سی و جی‌اس میچل (به انگلیسی: USC&GS Mitchell) یک کشتی است که طول آن ۶۰ فوت (۱۸ متر) می‌باشد. این کشتی در سال ۱۹۱۹ ساخته شد.